# Aristolochia grandiflora

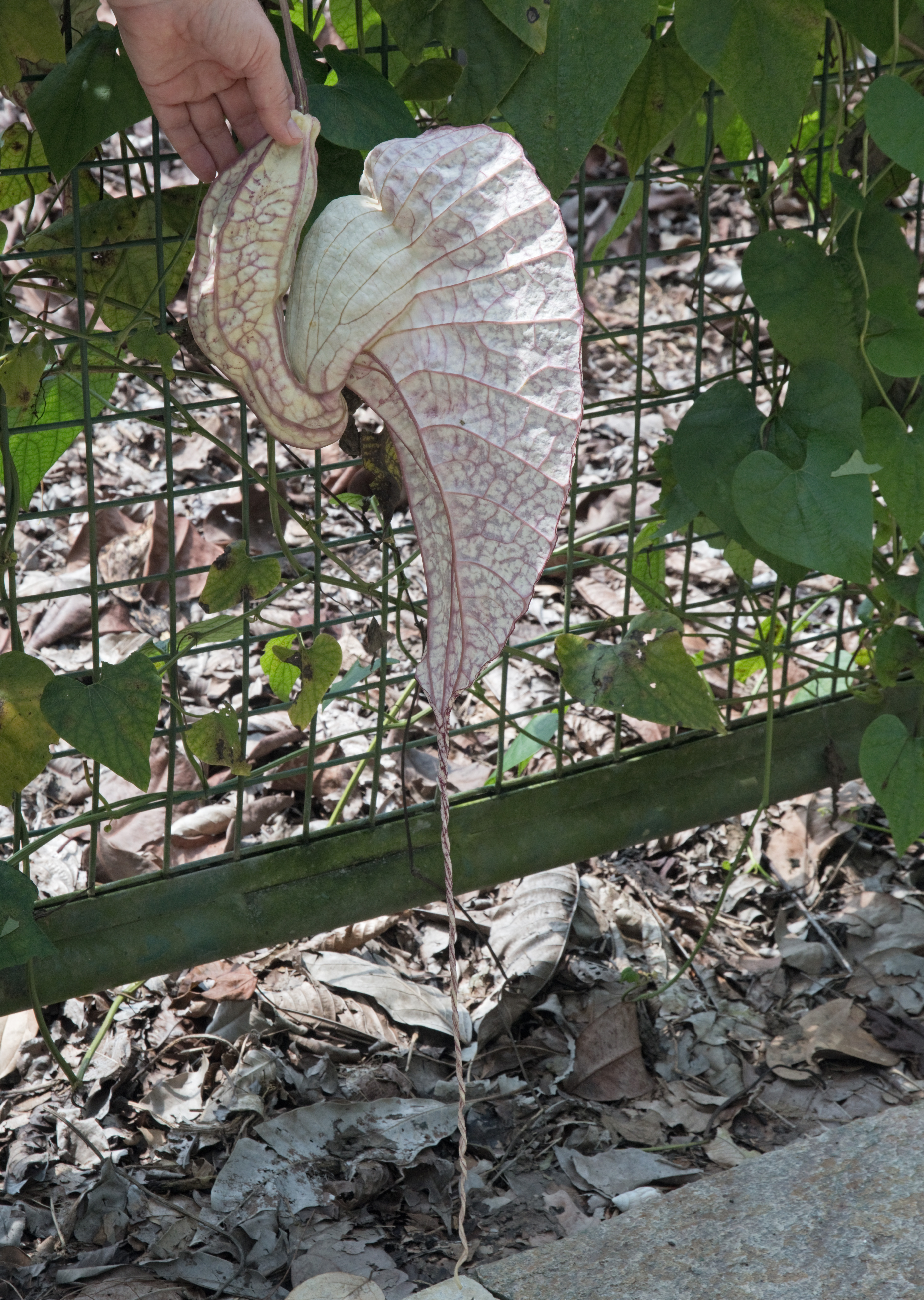
Zij-aanzicht van de bloem

Aristolochia grandiflora is een plant uit de pijpbloemfamilie (Aristolochiaceae). 
Het is een tot 3 m hoge klimplant met kruidachtige stengels. De bladeren zijn afwisselend geplaatst, langgesteeld, aan de basis diep ingesneden, driehoekig tot hartvormig en 8-25 cm lang. 
De bloemen staan solitair in de bladoksels. Ze zijn wisselend van grootte en hebben witte, gele, rode, paarse en groene vlekken. De bloembuis verwijdt zich van 6-16 cm, is halverwege gebogen, 7-15 cm lang en loopt uit in een hartvormige, 20-50 cm brede zoom met een lintvormig aanhangsel, dat minstens 12 cm lang is maar soms wel 4 m lang kan zijn. De plant lokt met zijn kleuren en aasgeur zijn bestuivers. De meest effectieve bestuivers zijn grote Diptera-soorten en met name soorten uit de familie Calliphoridae. De bestuivers worden vastgehouden in de bloem. De eerste dag van de bloei is de bloem in de vrouwelijke toestand bestuiven de insecten de stampers en de tweede dag verandert de bloem naar de mannelijke toestand en worden de bestuivers met stuifmeel bepoederd, waarna de bloemstructuur verandert en de bestuivers worden vrijgelaten. Hierna verwelkt de bloem. De vruchten die hierna worden gevormd, zijn cilindrische doosvruchten die 1 cm lange zaden bevatten.
De plant vormt een waardplant voor rupsen van de vlindersoorten Battus chalceus en Parides erithalion.
De soort komt van nature voor in Midden-Amerika en het Caribisch gebied waar hij voorkomt in vochtige struikgewassen en langs rivieren. 